# Galena (Indiana)
Galena – jednostka osadnicza w Stanach Zjednoczonych, w stanie Indiana, w hrabstwie Floyd.